# Stationen der Erinnerung in den Wiener Bezirken 14 bis 19

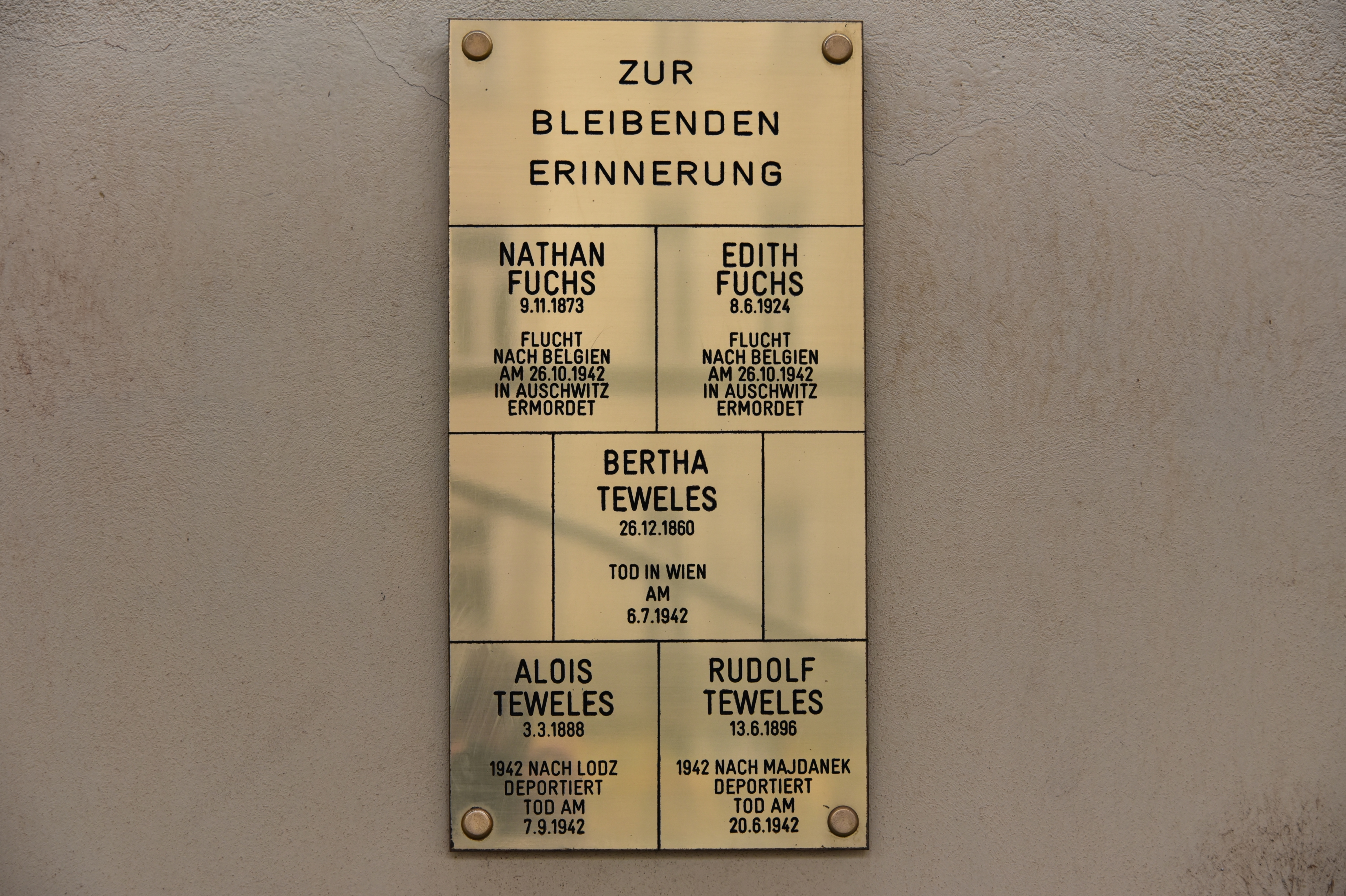
Gedenktafel für jüdische Opfer in Rudolfsheim-Fünfhaus

Die Liste der Erinnerungssteine in den Wiener Bezirken 14 bis 19 enthält die Erinnerungssteine und Gedenktafeln in den Wiener Gemeindebezirken Penzing, Rudolfsheim-Fünfhaus, Ottakring, Hernals, Währing und Döbling, die an das Schicksal der Menschen erinnern, die in der Zeit des Nationalsozialismus ermordet, deportiert, vertrieben oder in den Suizid getrieben wurden. Die Verlegungen erfolgten überwiegend durch den Verein Steine der Erinnerung mit Sitz in der Leopoldstadt. Zwei Gedenksteine (einer im 15., einer im 16. Bezirk) wurden durch den Verein Steine des Gedenkens mit Sitz in Wien-Landstraße verlegt.

## Konzept
Das Konzept der Wiener Erinnerungs- und Gedenksteine beruht auf dem der Stolpersteine von Gunter Demnig und wird von diesem als Plagiat bezeichnet. Die hier abgebildeten Erinnerungssteine unterscheiden sich von Demnigs Stolpersteinen (a) durch ihre Größe, sie sind viermal so groß, (b) dadurch, dass sie zumeist mehrere Personen auf einem Erinnerungsstein würdigen, (c) dass sie maschinell gefertigt wurden und nicht von Hand.
Im Regelfall wurden Erinnerungssteine im Gehsteig verlegt. In drei Fällen – bei zwei Häusern im 15. Gemeindebezirk sowie bei einem im 19. – konnte die Genehmigung der Hausbesitzer erwirkt werden und es wurden Gedenktafeln an der Fassade bzw. am Eingangstor angebracht. Da der Verein Steine der Erinnerung, der die Verlegungen der Erinnerungssteine und der Wandtafeln organisierte, sich überwiegend dem Gedenken der Holocaust-Opfer widmet, erinnern alle in diesen sechs Wiener Gemeindebezirken verlegten Erinnerungssteine und Gedenktafeln an jüdische Männer und Frauen.
Die Tabellen sind teilweise sortierbar; die Grundsortierung erfolgt alphabetisch nach dem Familiennamen. Wenn Wandtafeln montiert wurden, so ist dies in der Spalte Standort in Klammern ergänzt.

## 14. Penzing
| Bild                          | Name | Standort          |  | Verlegedatum | Leben |
| ----------------------------- | --- | ----------------- |  | ------------ | --- |
|                               | Olga Langfelder (geb. Oppenheim) | Lautensackgasse 5 |  | 3. Juni 2011 | Olga Langfelder wurde am 9. Februar 1880 in Wien als Tochter von Heinrich und Rosa Oppenheim geboren. Ihr Enkel Kurt Langfelder berichtet: „Meine Großmutter Olga und mein Großvater Ludwig Langfelder hatten ein wunderbares Haus im 14. Bezirk in der Lautensackgasse 5. Mein Großvater Ludwig war Kommerzialrat im Ruhestand. Sie hatten zwei Kinder: Meine Tante Edith und meinen Vater Richard, der als einziger der Familie überlebte. Mein Großvater starb am Tag des Anschlusses an einem Herzinfarkt. Am 10. November (Reichspogromnacht) wurde das Haus von der SA verwüstet. Mein Vater wurde verhaftet und kam ins Gefängnis. Er wurde geschlagen und musste Straßen waschen. Mit großem Glück gelang es meiner Mutter, ein Affidavit (Bürgschaft) für Australien zu bekommen und so konnten wir – ich war damals ein Baby – aus Österreich flüchten. Meine Großmutter konnte die nötigen Dokumente nicht bekommen. Sie musste ihr Haus verkaufen und in verschiedene Wohnungen ziehen. Von einer ‚Sammelwohnung‘ im 2. Bezirk wurde sie nach Maly Trostinec deportiert und nach ihrer Ankunft ermordet.“ Die Deportation erfolgte am 31. August 1942, die Ermordung am 4. September 1942. Ihr Sohn Richard (1906–1980) konnte mit seiner Frau Franzi (1912–1987) und den Söhnen Harry und Kurt nach Australien emigrieren. Olga Langfelders Tochter Edith hingegen und deren Ehemann Frigyes Diamantstein starben bereits viereinhalb Monate vor ihr, sie wurden am 21. März 1942 vom NS-Regime im Ghetto Łódź ermordet. |
| Jenny Schanzer (geb. Thewett) | Jenny Schanzer (geboren am 20. Dezember 1886 in Wien) war die Tochter von Fanni und Louis Thewett. Sie hatte zwei Schwestern, Berta, deren Schicksal unbekannt ist, und Kamilla (geboren am 7. März 1883). Sie heiratete den Ingenieur Rudolf Schanzer und gemeinsam bekamen die beiden zwei Söhne: Walter Ludwig (1908–?) und Georg Oswald (1914–2011). Beide Söhne konnten rechtzeitig in die Vereinigten Staaten emigrieren. Beide heirateten. Walter Ludwig hatte einen Sohn. Georg Oswald wurde Hochschullehrer an der University at Buffalo und hatte zwei Söhne und zwei Töchter. Jenny Schanzer wurde am 28. Oktober 1941 gemeinsam mit ihrem Ehemann und ihrer Schwester Kamilla ins Ghetto Łódź deportiert, wo alle drei ermordet wurden. Jenny Schanzer verstarb im Jahr 1943. | Lautensackgasse 5 |  | 3. Juni 2011 | |
| Rudolf Schanzer               | Rudolf Schanzer (geboren am 13. August 1879 in Pilsen) war der Sohn von Hermine Schanzer geb. Bondy (ca. 1852 geboren) und Josef Schanzer (1845–1910). Er hatte drei Schwestern, Louise Arnetová (1877–1942), Matilda Doppler (1884–1942) und Hedwiga Schanzer, deren Geburts- und Sterbedaten nicht bekannt sind. Da er den Titel Ingenieur führte, muss er eine technische Ausbildung absolviert haben. Er wurde gemeinsam mit seiner Frau Jenny am 28. Oktober 1941 von Wien ins Ghetto Łódź deportiert, wo er am 14. Jänner 1942 zu Tode gebracht wurde. Seine Söhne Walter Ludwig (1908–?) und Georg Oswald (1914–2011) konnten rechtzeitig in die Vereinigten Staaten emigrieren und überlebten das NS-Regime. Es besteht Namensgleichheit mit dem Operettenlibrettisten Rudolf Schanzer (1875–1944), der in Gestapo-Haft Selbstmord verübte, und mit dem 1887 in Wien geborenen Rudolf Schanzer, der von Triest nach Auschwitz deportiert wurde und ebenfalls das NS-Regime nicht überlebte. | Lautensackgasse 5 |  | 3. Juni 2011 | |
|                               | Ludwig Grünberger | Kienmayergasse 37 |  |              | |

## 15. Rudolfsheim-Fünfhaus

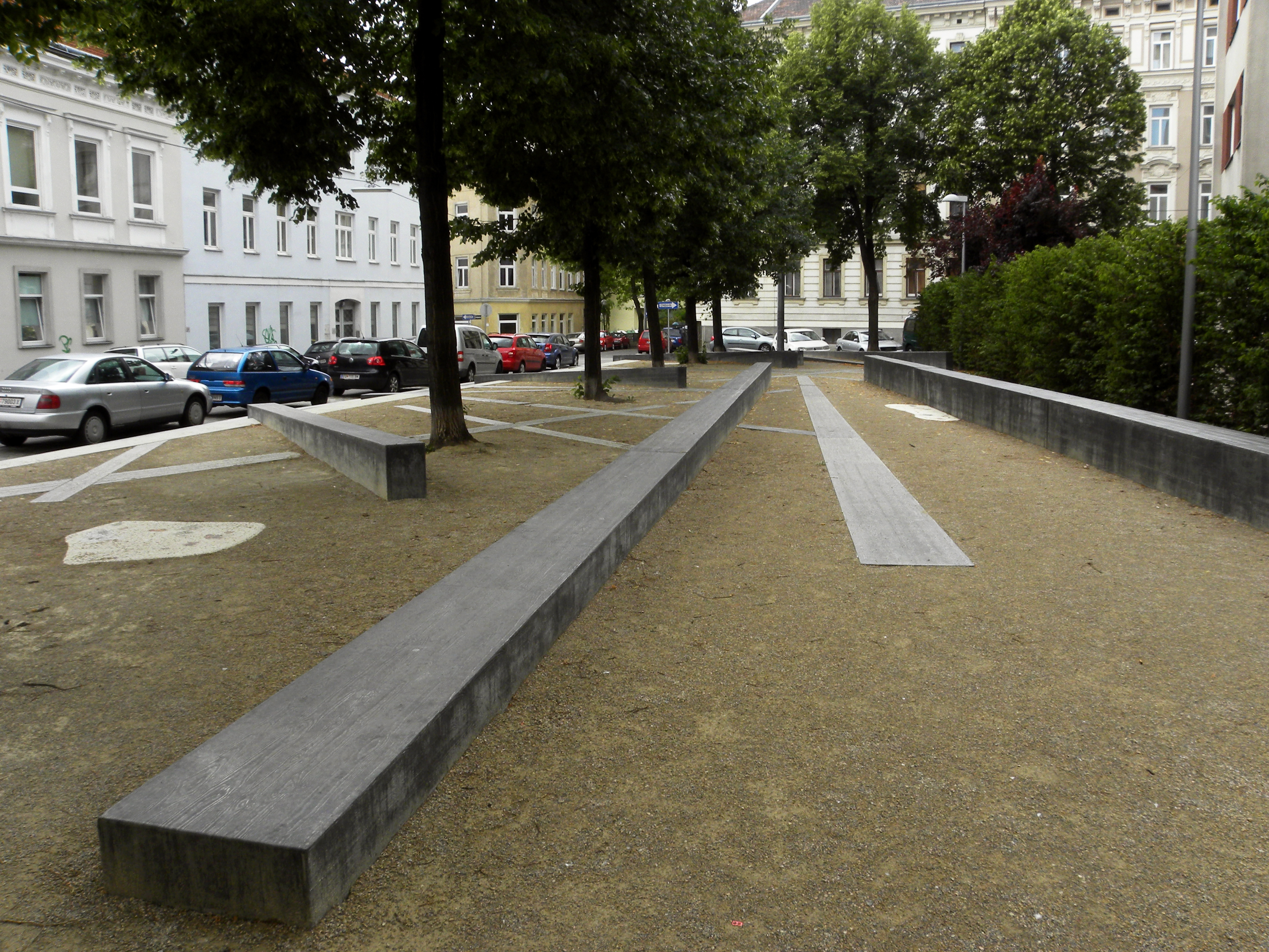
Erinnerungsort Turnertempel,
2011 eröffnet

Die Ansiedlung von Textilfabriken in den heutigen Gemeindebezirken 12 bis 16, die damals Vororte Wiens waren, führte im frühen 19. Jahrhundert zum Zuzug von Arbeitern und Arbeiterinnen oftmals jüdischer Konfession. In der Folge entstanden eine Reihe kleinerer jüdischer Gemeinden. Als erste der vorstädtischen Gemeinden machte sich die israelitische Kultusgemeinde in Sechshaus von der Wiener Muttergemeinde unabhängig und errichtete im Jahr 1871 den Turnertempel, den dritten Synagogenbau in Wien. Sechshaus war der südlichste Bezirksteil des heutigen 15. Wiener Gemeindebezirks Rudolfsheim-Fünfhaus und eine der 89 Wiener Katastralgemeinden. Jedoch blieb die Dichte der jüdischen Bevölkerung im Vergleich zu Gesamt-Wien recht gering, das soziale Profil entsprach der Umgebung. Auch die meisten Juden und Jüdinnen dieser Bezirke waren Arbeiter und Kleingewerbetreibende.
Weitere Zentren jüdischen Lebens in diesem Gemeindebezirk waren die orthodoxe Storchschul, die 1934 zur Synagoge ausgebaut wurde und in den Jahren 1955 bis 1974 die Haschomer Hazair beherbergte, sowie das privat gestiftete Vereinshaus in der Herklotzgasse 21. Nach der Shoah entstand kein lokales jüdisches Leben mehr in den südwestlichen Vorstädten Wiens. Das Projekt Herklotzgasse 21 und die jüdischen Räume in einem Wiener Grätzel arbeitete die Geschichte der jüdischen Gemeinde auf und veröffentlichte sie in vielfältiger Weise, beispielsweise auf deren Website oder auf einer Doppel-DVD, in der zwanzig Menschen von ihrer Kindheit oder Jugend in der jüdischen Gemeinde Sechshaus erzählen.
| Bild                              | Name | Standort                        |  | Verlegedatum  | Leben |
| --------------------------------- | --- | ------------------------------- |  | ------------- | --- |
|                                   | Isidor Feldmann | Reindorfgasse 17                |  | 10. Nov. 2013 | Text folgt |
| Therese Feldmann (geb. ?)         | Text folgt | Reindorfgasse 17                |  | 10. Nov. 2013 | |
| Jenny Weiner (geb. ?)             | Text folgt | Reindorfgasse 17                |  | 10. Nov. 2013 | |
|                                   | Text folgt | Reindorfgasse 17                |  | 10. Nov. 2013 | |
|                                   | Edith Fuchs | Herklotzgasse 21 (Wandtafel)    |  | 11. Okt. 2010 | Edith Fuchs wurde am 8. Juni 1924 in Wien geboren. Ihre Eltern waren Nathan und Leopoldine Fuchs. Sie lebten in Wien in der Selzergasse 40, flüchteten aber während des Krieges nach Brüssel. Am 24. Oktober 1942 wurden sie von Malines (Kaserne Dossin) mit dem Transport XIV (Edith Fuchs’ Nummer auf dem Transport war die 599) ins KZ Auschwitz deportiert. Dort wurde sie noch im selben Jahr ermordet. Ihre Schwester Margit konnte das NS-Regime überleben. |
| Nathan Fuchs                      | Nathan Fuchs wurde am 9. November 1873 in Deutschkreuz geboren. Er war Industrieller und mit Leopoldine Fuchs (geb. Wanek) verheiratet. Das Paar hatte mindestens zwei Töchter – Edith und Margit Fuchs. In Wien lebten sie in der Selzergasse 40, während des Krieges flüchtete die Familie nach Brüssel. Am 24. Oktober 1942 wurden sie von Malines (Kaserne Dossin) mit dem Transport XIV (Nathan Fuchs’ Nummer auf dem Transport lautete 597) ins KZ Auschwitz deportiert. Kurz nach der Ankunft wurde Nathan Fuchs vom NS-Regime ermordet. | Herklotzgasse 21 (Wandtafel)    |  | 11. Okt. 2010 | |
|                                   | Hulda Müller (geb. Deutsch) | Sechshauser Straße 126          |  | 29. Juni 2011 | Hulda Müller, geb. Deutsch, wurde am 14. Juli 1896 in Nikolsburg geboren. Sie war verheiratet mit Oskar Müller, das Paar hatte mindestens zwei Söhne – Gerhard und Bruno. Am 2. November 1941 wurde sie mit dem Transport 10 (ihre Nummer auf dem Transport war die 634) von Wien nach Łódź deportiert. Sie wurde am 11. September 1942 im Chelmno vom NS-Regime ermordet. Ihre Söhne Gerhard und Bruno überlebten. |
| Oskar Müller                      | Oskar Müller wurde am 3. März 1888 in Teplitz-Schönau geboren. Er war Handelsvertreter und verheiratet mit Hulda Müller geb. Deutsch, das Paar hatte mindestens zwei Söhne – Gerhard und Bruno. Am 2. November 1941 wurde er mit dem Transport 10 (seine Nummer auf dem Transport war die 633) von Wien nach Łódź deportiert, wo er am 15. Mai 1942 vom NS-Regime ermordet wurde. Seine Söhne Gerhard und Bruno sowie seine Schwester Edith überlebten. | Sechshauser Straße 126          |  | 29. Juni 2011 | |
|                                   | Lotte Munk | Winckelmannstraße 6 (Wandtafel) |  | 24. Apr. 2014 | Lotte Munk wurde am 25. Februar 1925 geboren. Sie war die Tochter von Margarete und Moritz Munk. Sie besuchte das Gymnasium in der Wenzgasse in Hietzing, nach dem Anschluss Österreichs musste sie es verlassen. Im Jahr darauf, 1939, trat das Entmietungsgesetz in Kraft, die Familie musste ihre Wohnung verlassen und wohnte bis 1942 in einem Judenhaus in der Jordangasse im 1. Wiener Gemeindebezirk. Am 14. September 1942 musste sich die gesamte Familie in die Schule in der Kleinen Sperlgasse (2. Wiener Gemeindebezirk) begeben, diese Schule diente als Sammellager. Von dort wurde die Familie zum Aspangbahnhof gebracht und mit dem Transport 41, Zug Da 227 zur polnisch-weißrussischen Grenze deportiert. Von dort ging der Transport am 16. September in Viehwaggons weiter nach Minsk und schließlich ins Vernichtungslager Maly Trostinez. Dort wurde die Familie, auch Lotte Munk, am 18. September 1942 ermordet. |
| Margarethe Munk (geb. Rosenzweig) | Margarethe Munk, geborene Rosenzweig, wurde am 15. März 1896 in Wien geboren. 1920 heiratet sie Moritz Munk. Das Paar hatte zwei Kinder, Herbert (geboren am 15. März 1921) und Lotte (geboren am 25. Februar 1925). Im Jahr 1921 zog die Familie in die Winckelmannstraße 6 im 15. Wiener Gemeindebezirk. 1939 trat das Entmietungsgesetz in Kraft, die Familie musste ihre Wohnung verlassen und wohnte bis 1942 in einen Judenhaus in der Jordangasse im 1. Wiener Gemeindebezirk. Am 14. September 1942 musste sich die gesamte Familie in die Schule in der Kleinen Sperlgasse (2. Wiener Gemeindebezirk) begeben, diese Schule diente als Sammellager. Von dort wurde die Familie zum Aspangbahnhof gebracht und mit dem Transport 41, Zug Da 227 (ihre Nummer auf dem Transport lautete 69) zur polnisch-weißrussischen Grenze deportiert. Von dort ging der Transport am 16. September in Viehwaggons weiter nach Minsk und schließlich ins Vernichtungslager Maly Trostinez. Dort wurde die Familie am 18. September 1942 ermordet, einzig ihr Sohn Herbert konnte rechtzeitig (Mai 1939) nach Israel fliehen, von wo er Ende der 50er Jahre in die USA zog, er starb am 19. September 1989 in Fair Lawn, New Jersey. | Winckelmannstraße 6 (Wandtafel) |  | 24. Apr. 2014 | |
| Moritz Munk                       | Dr. Moritz Munk wurde am 14. Februar 1880 in Boskovice geboren. 1910 wurde er in die Advokatenliste eingetragen, zu diesem Zeitpunkt wohnte er bereits in Wien, zuerst in der Körnergasse im 2. Wiener Gemeindebezirk, dann zog er in die Czerningasse, bevor er mit seiner Familie (er heiratete 1920 Margarethe Munk, geborene Rosenzweig) in die Winckelmannstraße 6, im 15. Wiener Gemeindebezirk, zog. Seine Anwaltskanzlei befand sich Am Hof (1. Wiener Gemeindebezirk). Er wurde Vater von zwei Kindern – Herbert (geboren am 15. März 1921) und Lotte (geboren am 25. Februar 1925). Nach dem Anschluss Österreichs 1938 durfte Moritz Munk seinen Beruf nicht mehr ausüben. Im Jahr darauf, 1939, trat das Entmietungsgesetz in Kraft, die Familie musste ihre Wohnung verlassen und wohnte bis 1942 in einen Judenhaus in der Jordangasse im 1. Wiener Gemeindebezirk. Am 14. September 1942 musste sich die gesamte Familie in die Schule in der Kleinen Sperlgasse (2. Wiener Gemeindebezirk) begeben, diese Schule diente als Sammellager. Von dort wurde die Familie zum Aspangbahnhof gebracht und mit dem Transport 41, Zug Da 227 (seine Nummer auf dem Transport lautete 68) zur polnisch-weißrussischen Grenze deportiert. Von dort ging der Transport am 16. September in Viehwaggons weiter nach Minsk und schließlich ins Vernichtungslager Maly Trostinez. Dort wurde die Familie am 18. September 1942 ermordet. Einzig sein Sohn Herbert konnte rechtzeitig (Mai 1939) nach Israel fliehen, von wo er Ende der 50er Jahre in die USA zog, er starb am 19. September 1989 in Fair Lawn, New Jersey. | Winckelmannstraße 6 (Wandtafel) |  | 24. Apr. 2014 | |
|                                   | Ottilie Reinstein (geb. Feder) | Sechshauser Straße 80           |  | 24. Apr. 2014 | Ottilie Reinstein, geborenen Feder, wurde am 14. Juni 1889 geboren. Sie war verheiratet mit Solomon Reinstein. Das Paar hatte zwei Kinder – Herta (geboren 15. September 1920) und Hans. Am 23. Oktober 1941 mussten sich Ottilie und ihr Mann in die Schule in der Kleinen Sperlgasse (2. Wiener Gemeindebezirk) begeben, diese Schule diente als Sammellager. Von dort wurde die Familie zum Aspangbahnhof gebracht und mit dem Transport 8, Zug DA 9 (Ottilie Reinsteins Nummer auf dem Transport lautete 892) von Wien nach Łódź deportiert, wo sie am 24. Oktober ankommen. Zwischen dem 4. und 5. Mai 1942 wurden sie in Chelmno ermordet. Laut der Meldung der Schwiegertochter an Yad Vashem starb Ottilie in einer Gaskammer, in Chmelno waren Gaswagen im Einsatz. Beide Kinder konnten vor der Deportation fliehen und überlebten – Hans floh nach England und lebte in Halifax, Tochter Herta lebte bis zu ihrem Tod im Jahr 2005 in Neuseeland. Beide haben Nachkommen. |
| Salomon Reinstein                 | Salomon (auch Siegfried) Reinstein wurde am 16. Juni 1888 on Okopy (Polen) geboren. Er war verheiratet mit Ottilie Reinstein, geborene Feder. Das Paar hatte zwei Kinder – Herta (geboren 15. September 1920) und Hans. Er war Juwelier, Gold- und Silberschmied und hatte ein Geschäft in der Schönbrunner Straße (5. Wiener Gemeindebezirk). Am 23. Oktober 1941 mussten sich Salomon und seine Frau in die Schule in der Kleinen Sperlgasse (2. Wiener Gemeindebezirk) begeben, diese Schule diente als Sammellager. Von dort wurde die Familie zum Aspangbahnhof gebracht und mit dem Transport 8, Zug DA 9 (Salomon Reinsteins Nummer auf dem Transport lautete 891) von Wien nach Łódź deportiert, wo sie am 24. Oktober ankommen. Zwischen dem 4. und 5. Mai 1942 wurden sie in Chelmno ermordet. Beide Kinder konnten vor der Deportation fliehen und überlebten – Hans floh nach England und lebte in Halifax, Tochter Herta lebte bis zu ihrem Tod im Jahr 2005 in Neuseeland. Beide haben Nachkommen. | Sechshauser Straße 80           |  | 24. Apr. 2014 | |
|                                   | Alois Teweles | Herklotzgasse 21 (Wandtafel)    |  | 11. Okt. 2010 | Alois Teweles wurde am 3. März 1888 geboren. Er war verheiratet mit Cäcilie Teweles, das Paar hatte eine Tochter – Helene (geboren am 2. März 1922). Alois Teweles war Angestellter. Die Familie wohnte zunächst in der Unteren Weißgerberstraße im 3. Wiener Gemeindebezirk, diese Wohnung mussten sie verlassen und sie kamen in eine Sammelwohnung für Juden in der Hollandstraße 10 (2. Wiener Gemeindebezirk). Am 28. Oktober 1941 musste sich Alois mit seiner Familie in die Schule in der Kleinen Sperlgasse (2. Wiener Gemeindebezirk) begeben, diese Schule diente als Sammellager. Von dort wurde die Familie zum Aspangbahnhof gebracht und mit dem Transport 9 (Alois Teweles’ Nummer auf dem Transport war die 555) von Wien nach Łódź deportiert, Alois Teweles wurde hier am 7. September 1942, seine Frau zwei Tage später, am 9. September 1942, ermordet. Die gemeinsame Tochter hat auch nicht überlebt, ihr Todesdatum ist unbekannt. In der Adresse Untere Weißgerberstraße war auch eine Marie Teweles gemeldet, diese zog nicht mit in die Sammelwohnung und hat laut den vorliegenden Unterlagen den Krieg überlebt, das Verwandtschaftsverhältnis zu Alois ist nicht ersichtlich. |
| Bertha Teweles (geb. Fuchs)       | Bertha Teweles, geborene Fuchs, wurde am 26. Dezember 1860 geboren. Ihre Eltern waren Joseph und Katharina Fuchs. Am 17. März 1883 heiratete sie Leopold Lippmann Teweles (geboren 1854). Das Paar hat mindestens ein Kind, den Sohn Rudolf (geboren am 13. Juni 1896). Bertha Teweles starb am 6. Juli 1942 in Wien. Sie wurde auf dem Wiener Zentralfriedhof neben ihrem Ehemann bestattet, der bereits 1924 verstarb. | Herklotzgasse 21 (Wandtafel)    |  | 11. Okt. 2010 | |
| Rudolf Teweles                    | Rudolf Teweles wurde am 13. Juni 1896 als Sohn von Bertha und Leopold Teweles geboren. Er war Elektroingenieur. Zuletzt wohnte er im 2. Wiener Gemeindebezirk in einer Sammelwohnung für Juden in der Czerningasse. Am 15. Mai 1942 wurde er vom Aspangbahnhof in Wien mit dem Transport 21 (seine Nummer auf dem Transport war die 759) nach Izbica deportiert und am 15. Mai 1942 ermordet, zumindest gibt dies Yad Vashem an, laut DÖW wurde Rudolf Teweles am 20. Juni 1942 in Majdanek umgebracht. Mit ihm im selben Transport befand sich auch Rosa Teweles, der Verwandtschaftsgrad ist unbekannt, auch sie überlebte nicht. | Herklotzgasse 21 (Wandtafel)    |  | 11. Okt. 2010 | |

## 16. Ottakring

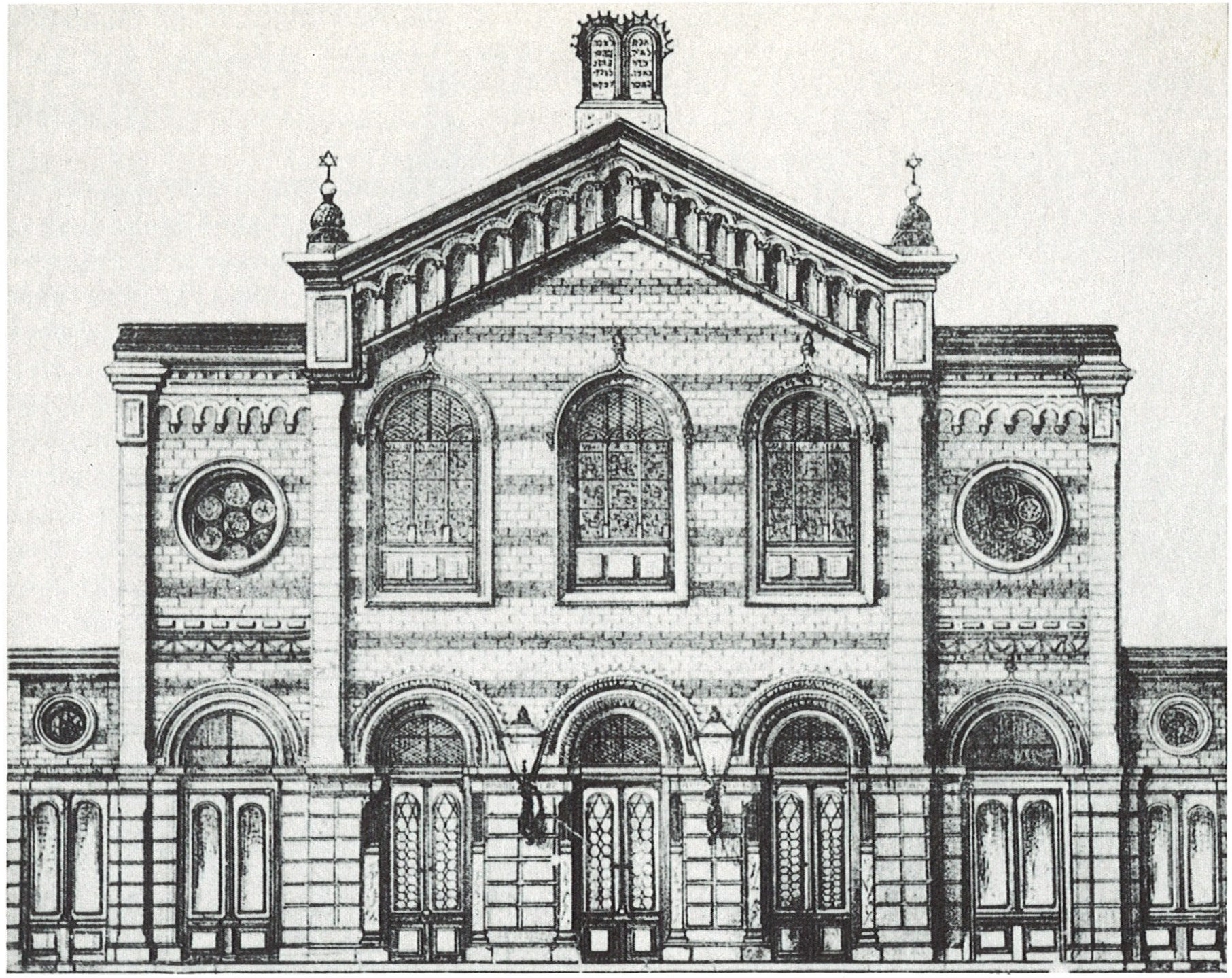
Der Ottakringer Tempel, Plan des Architekten Ludwig Tischler

1910 hatte die Israelitische Kultusgemeinde Wien (IKG Wien) 175.318 Mitglieder. 2,6 Prozent davon lebten im 16. Gemeindebezirk Ottakring, das waren 4.558 Personen. In den Jahren 1885 und 1886 wurde von der damaligen Israelitischen Vorortgemeinde in der Hubergasse 8 der Ottakringer Tempel errichtet. Er war dreischiffig und umfasste 406 Männer- und 266 Frauensitze. Architekt war Ludwig Tischler. Der Tempel wurde rasch zum institutionelle Zentrum der Juden in Ottakring und unterstand ab 1890 der Verwaltung der IKG Wien. Das Gebäude war von der Straße aus sichtbar und wegen der Gesetzestafeln und zweier Davidsterne deutlich als jüdischer Kultbau erkennbar. 1928 folgte der Anbau einer Winterbetschule durch den Architekten Ignaz Reiser. Dem Rabbiner Moritz Deutsch folgte 1898 Julius Max Bach (1872–1946), der diese Funktion vierzig Jahre lang innehielt und 1938 nach New York flüchten konnte. Oberkantoren des Tempels waren Mosche Dow Kaufmann und Rudolf Kogan. In den Nebengebäuden befand sich auch der Sitz einer Reihe jüdischer Bezirksvereine für Ottakring und Hernals, wie der Ausspeisungsverein für Schulkinder und für alte, erwerbsunfähige Männer und Frauen, die Chewra Kadischa, der Jüdische Kultur- und Tempelbau-Verein in Wien Ottakring-Hernals, sowie der Verein der Kinderfreunde zur Bekleidung armer israelitischer Schulkinder. In der Neulerchenfeldergasse 64 befand sich das Bethaus Scheweth Achim, in der Lindauergasse 5 das Bethaus Ahawath Scholaum. Dessen Rabbiner war Markus Leib Habermann. In der Lindauergasse hatte auch der Wohltätigkeits-Kranken-Unterstützungsverein Friedenliebende seinen Sitz. In der Grundsteingasse fand sich das koschere Restaurant Merlin. Die Zionistische Bezirkssektion für den 16. und 17. Bezirk war in der Frauengasse 9 in Wien-Hernals untergebracht.
| Bild                | Name | Standort              |  | Verlegedatum | Leben |
| ------------------- | --- | --------------------- |  | ------------ | --- |
|                     | Elisabeth Klein (geb. Thalheim) | Ottakringer Straße 35 |  | 7. Mai 2008  | Elisabeth Klein (geb. Thalheim) wurde am 29. Mai 1901 in Wien als Tochter einer Handwerkerfamilie geboren. Ihr Vater Samuel Thalheim war Drechsler und Meerschaumpfeifenhändler, ihr Großvater Dachdecker. Im Jänner 1924 heiratete sie den Kriegsheimkehrer und Glaser Kálmán Klein, im Dezember 1924 kam die gemeinsame Tochter Nelly, später verehel. Sturm, zur Welt. Das Paar fand eine Zimmer-Küche-Wohnung in Hernals und einen kleinen Laden in Ottakring, der den Unterhalt sicherte. Nelly Sturm 2008 über ihre Mutter: „Sie selbst war blond und hatte strahlend blaue Augen, sie strafte Hitlers Typologie Lügen. Sie liebte alles, was schön war: Natur, Musik, Film, Kunst, Literatur, Bildung, Wissen – vor allem Wissen, zudem sie jedoch aufgrund der bescheidenen Verhältnisse, aus denen sie stammte, nur wenig Zugang hatte. Sie war ein fröhlicher Mensch und immer voller Pläne für die Zukunft. Sie glaubte an das Gute im Menschen und an einen ständigen Fortschritt.“ Elisabeths Vater erlag am 16. Januar 1941 eines natürlichen Todes, ihre Mutter Karoline Thalheim geb. Kohn wurde von Nonnen in einem Kloster versteckt, überlebte das NS-Regime und verstarb am 7. Dezember 1975 in Wien. Nach der Annexion Österreichs an das Dritte Reich im Jahr 1938 flüchtete die Familie Klein nach Belgien, wo jedoch Kálmán Klein am 10. Mai 1940 und Elisabeth Klein am 13. Februar 1943 interniert wurden. Nelly Sturm über ihre Mutter: „Noch im belgischen Zwischenlager hat sie nach ihrer Verhaftung durch die Nazihäscher mir und meiner Großmutter kurze Botschaften zukommen lassen, in denen sie [uns] Mut zuspricht und Hoffnung auf ein Wiedersehen macht.“ Nellys Eltern überlebten den Holocaust nicht. Elisabeth Klein wurde am 19. April 1943 von Mechelen nach Auschwitz deportiert und dort von einem Ahnenerbe-Kommando der SS für die Skelettsammlung des Straßburger Anatomieprofessors August Hirt selektiert. Sie wurde am 30. Juli 1943 ins KZ Natzweiler-Struthof überstellt und dort am 11. oder 13. August 1943 in der Gaskammer ermordet. Ihr Leichnam war für die „Straßburger Schädelsammlung“ vorgesehen. |
| Kálmán Klein        | Kálmán, auch Koloman Klein (geb. am 28. September 1891 in Kisnána im Komitat Heves, Ungarn) wuchs in großer Armut auf und erlernte den Beruf des Glasers. Er wurde im Ersten Weltkrieg eingezogen, kämpfte an der russischen Front, geriet in Kriegsgefangenschaft und wurde 1919 entlassen. Er kam nach Wien und baute sich ein eigenes Geschäft, eine Eisenwarenhandlung, und eine Familie auf. Am 6. Jänner 1924 heiratete er Elisabeth Thalheim, im Dezember desselben Jahres kam die gemeinsame Tochter Nelly zur Welt. Diese berichtete 2008: „Das Glück war beinahe vollständig. Der Krieg lag hinter ihnen, es herrschte Frieden. In Hernals hatten sie eine Zimmer-Küche-Wohnung gefunden und einen kleinen Laden in Ottakring, der ihnen einen bescheidenen Lebensunterhalt sicherte.“ Kálmán Klein unterstützte seine Mutter und seine Schwestern, die nach wie vor Kisnána lebten. Er liebte das Wandern mit seiner Familie und klassische Musik, besuchte Konzerte in Musikverein und Konzerthaus. Nelly Sturm: „Meine Eltern schienen in Österreich, in Wien und ganz besonders in Ottakring integriert zu sein, hier war ihre Heimat, ihr ‚zu Hause‘, ihr Nest.“ Dies änderte sich dramatisch nach dem 12. März 1938. „Für unsere wie auch für andere Zehntausende Familien brach die Hölle los. Hysterisches Gebrüll in allen Straßen. Menschengesichter verwandelten sich in Fratzen. Eine ungeheure Zerstörungswut ergriff einen Teil der Bevölkerung. Kein Jude war mehr seines Lebens sicher.“ Nach dem Anschluss Österreichs beschmierten Nazis seine Schaufenster mit Sprüchen wie „Juda verrecke“, Koloman Klein musste mit einer Bürste den Gehsteig reinigen. Die Familie wurde aus der Wohnung geworfen, Tochter Nelly musste die Schule in der Geblergasse verlassen. Der Familie gelang die Flucht nach Belgien, jedoch überfiel das NS-Regime am 10. Mai 1940 auch dieses Land. Kálmán Klein wurde in Brüssel verhaftet und nach Frankreich ausgewiesen, seine Familie verblieb in Belgien. Er selbst kam nach einer Lager-Odyssee schließlich in Sammellager Drancy an. Von dort wurde er am 17. August 1942 ins KZ Auschwitz deportiert, wo er ermordet wurde. | Ottakringer Straße 35 |  | 7. Mai 2008  | |
|                     | Gisela Schwarzbart | Weyprechtgasse 7      |  | 8. Mai 2016  | Text folgt |
| Herta Schwarzbart   | Text folgt | Weyprechtgasse 7      |  | 8. Mai 2016  | |
| Hilda Schwarzbart   | Text folgt | Weyprechtgasse 7      |  | 8. Mai 2016  | |
| Johanna Schwarzbart | Text folgt | Weyprechtgasse 7      |  | 8. Mai 2016  | |

## 17. Hernals
| Bild                               | Name | Standort             |  | Verlegedatum  | Leben |
| ---------------------------------- | --- | -------------------- |  | ------------- | --- |
|                                    | Mirla Axelrod (geb. Wolf) | Braungasse 48        |  | 12. Okt. 2012 | Mirla Axelrod (laut DÖW Axelrad) geb. Wolf wurde am 28. August 1868 geboren. Sie heiratete und hatte eine Tochter Helene Natalie Axelrod, später verehelichte Beck (1895–1941). Mirla Axelrod wurde am 23. November 1941 gemeinsam mit ihrer Tochter und ihrem Schwiegersohn Heinrich Beck von Wien nach Kowno deportiert und dort am 29. November 1941 ermordet. Sie war 74 Jahre alt. |
| Helene Beck (geb. Axelrod)         | Helene Beck geb. Axelrod wurde am 20. Dezember 1885 in Krakau als einzige Tochter von Mirla Axelrod und deren Ehemann geboren. Sie heiratete Heinrich Beck, das Paar hatte zumindest einen Sohn, der rechtzeitig vor dem NS-Regime flüchten und überleben konnte. Am 23. November 1941 wurde sie gemeinsam mit ihrer Mutter und ihrem Ehemann von Wien nach Kowno deportiert und dort am 29. November 1941 ermordet. | Braungasse 48        |  | 12. Okt. 2012 | |
| Heinrich Beck                      | Heinrich Beck war der älteste Sohn von Julius Beck (1856–1917) und Katharina Beck geb. Prinz, er wurde am 24. September 1881 in Wien geboren. Er heiratete Helene Natalie Axelrod, das Paar hatte zumindest einen Sohn, der sich rechtzeitig vor dem NS-Regime in Sicherheit bringen konnte. Heinrich Beck wurde am 23. November 1941 gemeinsam mit Ehefrau und Schwiegermutter Mirla Axelrod von Wien nach Kowno deportiert und dort am 29. November 1941 ermordet. Er hatte vier Schwestern und drei Brüder, alle in Wien geboren: - Charlotte, auch Lola genannt (geboren am 5. Juni 1883), heiratete 1905 Isidor (Chajem Isak) Frost und hatte mit ihm vier Söhne, von denen drei unmittelbar nach der Geburt verstarben. Der vierte Sohn Hans (geb. 1909) wurde Schneider und wanderte rechtzeitig nach Brasilien aus. - Irene (1885–1974) heiratete Solomon Brainin (1880–1971), lebte bereits ab den 1920er Jahren in den Vereinigten Staaten und hatte zwei Kinder. - Gustav (1887–1917) fiel im Ersten Weltkrieg. - Rudolf (1889–1952) verstarb eines natürlichen Todes in Wien. - Oskar (1891–1964) heiratete Helene Glaser, hatte ein Kind und emigrierte in die Vereinigten Staaten. - Grete (1894–?) heiratete Sigmund Brainin (1886–1963) und hatte einen Sohn Julius (1919–2008). - Hilda (1895–1980) heiratete Leopold Gang (1891–1950), hatte ein Kind und verstarb in New York. - Ernst (1899–?) heiratete Georgette Beck (1899–1988), konnte nach Irland emigrieren und verstarb dort. | Braungasse 48        |  | 12. Okt. 2012 | |
| Elsa Glaser                        | Elsa Glaser wurde am 1. November 1882 in Böheimkirchen als Tochter von Alois Glaser und Julie Juliana Glaser geb. Ornstein geboren. Sie hatte sieben Geschwister: Rosa Weiss (1880–1941), Ida Friedmann (1881–1966), Helene Beck (1893–1984), Adolf Glaser (1894–1943), Irma (1886–?), Leopoldine (1887–?) und Paula Heller (1889–?). Schwester Ida und Neffe Wilhelm Heller verstarben beide in Bogota, zumindest ihnen ist die Emigration rechtzeitig geglückt. Elsa Glaser selbst wurde am 23. Oktober 1941 ins Ghetto Lodz deportiert und dort in der Folge ermordet. Der einzige Bruder, Adolf, wurde vom niederländischen Durchgangslager Westerbork ins KZ Auschwitz deportiert und dort am 30. September 1943 ermordet. | Braungasse 48        |  | 12. Okt. 2012 | |
|                                    | Zum Gedenken an 14 jüdische Frauen und Männer und zwei Kinder | Braungasse 48        |  | 12. Okt. 2012 | Zu den weiteren NS-Opfern aus dem Haus Braungasse 48, die am 23. Oktober 1941 ins Ghetto Lodz deportiert und dort in der Folge ermordet wurden, zählten: - Anna Brill, geb. 8. Juni 1925 in Wien - Oskar Brill, geb. am 9. Oktober 1878 in Teschen - Fritz Karl Kager, geb. 25. Mai 1927 in Wien - Karoline Kager, geb. 18. November 1896 in Wien - Therese Rambausek, geb. am 9. Dezember 1867 in Raab - David Anton Singer, geb. am 21. September 1862 in Krems an der Donau, verst. am 29. Juni 1942 - Marie Singer, geb. am 9. Oktober 1872, verst. am 28. Juni 1942 - Philipp Singer, geb. am 15. Juni 1908 in Wien Gemeinsam mit der Familie Axelrod/Beck am 23. November 1941 nach Kowno deportiert und dort am 29. November 1941 ermordet wurden: - Alice Weisz, geb. am 22. Juni 1885 in Wiener Neustadt - Isidor Weisz, geb. am 23. Februar 1878 in Budapest Am 26. Jänner 1942 nach Riga deportiert und schließlich ermordet wurde: - Karl Schneider, geb. am 17. Juli 1860 in Wien |
|                                    | Gustav Winterstein | Lorenz-Bayer-Platz 3 |  | 12. Okt. 2012 | Gustav Winterstein wurde am 13. März 1877 in Wien geboren. Er heiratete Hermine Steiner. Das Dokumentationsarchiv des österreichischen Widerstandes verzeichnet als Wohnort des Ehepaares das Haus Taubergasse 10 in Wien-Ottakring. Am 2. November 1941 wurde Gustav Winterstein gemeinsam mit seiner Frau ins Ghetto Lodz deportiert. Am 5. Mai 1942 wurden die Eheleute in Vernichtungslager Chelmno vom NS-Regime ermordet. |
| Hermine Winterstein (geb. Steiner) | Hermine Winterstein geb. Steiner am 15. Juni 1884 in Wien geboren. Sie heiratete Gustav Winterstein. Am 2. November 1941 wurde Hermine Winterstein gemeinsam mit ihrem Mann ins Ghetto Lodz deportiert. Am 5. Mai 1942 wurden die Eheleute in Vernichtungslager Chelmno vom NS-Regime ermordet. | Lorenz-Bayer-Platz 3 |  | 12. Okt. 2012 | |

## 18. Währing
| Bild                                | Name | Standort            |  | Verlegedatum  | Leben |
| ----------------------------------- | --- | ------------------- |  | ------------- | --- |
|                                     | Emilie Günsberger (geb. Neugebauer) | Gentzgasse 57       |  | 25. Apr. 2013 | Emilie Günsberger wurde am 17. April 1891 als einziges Kind von Alexander und Franziska Neugebauer geboren. Ihr Vater war ein erfolgreicher Kaufmann im 2. Wiener Gemeindebezirk, wo die Familie auch wohnte. Im Jahr 1911 heiratete sie Eugen Günsberger. Das Paar hatte zwei Söhne, Hans und Fritz. Sie fungierte als Geschäftsführerin und Partnerin der „A.G. für Chemikalien- und Drogenhandel“. Zusammen mit ihrem Mann wurde sie am 2. Juni 1942 ins Vernichtungslager Maly Trostinez deportiert und dort ermordet. Für die Familien Günsberger und Neugebauer, sowie für Leopold Deutsch wurden auch in Wien-Margareten, am Sitz des gemeinsamen Unternehmens A.G. für Chemikalien- und Drogenhandel, zwei Erinnerungssteine gelegt. |
| Eugen Günsberger                    | Eugen Günsberger wurde am 24. August 1879 in Kám in Ungarn geboren und kam als Jugendlicher nach Wien. Er arbeitete als Großhändler in der „A.G. für Chemikalien- und Drogenhandel“ und lebte in der Servitengasse 20, baute Schritt für Schritt ein erfolgreiches Geschäft auf und heiratete 1911 Emilie Neugebauer. Das Paar hatte zwei Söhne, Hans und Fritz. Er konnte es sich schließlich leisten, einen namhaften Architekten zu beauftragen, eine dreistöckige Villa mit Doppelgarage für ihn, seine Frau und seine beiden Söhne Hans und Fritz zu bauen. Sein ganzer Stolz war ein American General Motors Oakland mit einem 2-Liter- und 8-Zylinder-Motor. Allerdings wohnte die Familie nur wenige Jahre in der Villa, die schließlich verkauft wurde, um das Kapital für neue Import-Export-Geschäfte nutzen zu können. Die Familie zog in das Haus Gentzgasse 57, welches sich im Besitz seiner Schwiegereltern befand. Dort lebten dann alle drei Generationen komfortabel in der zusammen gelegten Wohnung 10/11. Zusammen mit seiner Frau wurde Eugen Günsberger am 2. Juni 1942 ins Vernichtungslager Maly Trostinez deportiert und dort ermordet.                                                                                        | Gentzgasse 57       |  | 25. Apr. 2013 | |
|                                     | Antonia Grünhut (geb. Krauss) | Edelhofgasse 1      |  | 25. Apr. 2013 | Antonia Grünhut geb. Krauss wurde am 19. Juni 1884 in Solingen geboren. Ihre Eltern waren Marianne Krauss, geb. Tobak (30. November 1850 in Zevenaar – 26. Februar 1926 in Düsseldorf) und Philipp Krauss (18. Juni 1846 in Jászlocz – 11. Juni 1913 in Solingen). Sie hatte einen Bruder, Bernhard, und drei Schwestern, Regina, Betty und Erna, von denen nur Erna das NS-Regime überlebte. Am 4. März 1913 heiratete Antonia den aus Wien stammenden Moritz Grünhut und zog wenig später, am 30. März 1913, zu ihrem Mann nach Wien. Nach der Annexion Österreichs an das sogenannte Dritte Reich musste sie gemeinsam mit ihrem Mann den langjährigen Wohnsitz verlassen und kam in eine Sammelwohnung in der Lilienbrunngasse 5/8 in der Leopoldstadt. Am 6. Februar 1942 wurde das Ehepaar in achttägiger Reise nach Riga deportiert, wo beide vom NS-Regime ermordet wurden. Das Ehepaar musste zumindest ein Kind gehabt haben, welches dem NS-Regime rechtzeitig entkommen konnte, da bei der Eröffnung des Erinnerungssteins zwei Enkeltöchter des Ehepaares anwesend waren, Zehava Shlam und Gadi Grunhut. Für Antonia Grünhut wurde – gemeinsam mit dem Stolpersteinen für ihre drei Schwestern – auch in Solingen ein Stolperstein verlegt.                                  |
| Moritz Grünhut                      | Moritz Grünhut wurde am 19. November 1881 in Veľké Ripňany in der heutigen Slowakei geboren, nicht weit von Jászlocz entfernt, dem Geburtsort des Vaters seiner späteren Frau Antonia. Seine Eltern waren Catharina Grünhut geb. Krausz und Joseph Grünhut. A Letter To The Stars gibt zwei Wohnorte an: die Hießgasse13 in Wien-Landstraße und zuletzt die Lilienbrunngasse 5/8 in der Leopoldstadt. Er wurde gemeinsam mit seiner Frau Antonie am 6. Februar 1942 nach Riga deportiert, wo beide vom NS-Regime ermordet wurden. Es besteht Namensgleichheit mit zwei weiteren Holocaust-Opfer aus Prag, Moritz Grünhut (20. Oktober 1870 bis 10. Oktober 1942), der im Ghetto Theresienstadt vom NS-Regime ermordet wurde, und Moritz Grünhut (geboren am 26. Juli 1881), der nach Łódź deportiert wurde und dort ums Leben gebracht wurde. | Edelhofgasse 1      |  | 25. Apr. 2013 | |
|                                     | Annie Huttrer (geb. Rosenbaum) | Gentzgasse 40       |  | 25. Apr. 2013 | Annie Huttrer geb. Rosenbaum wurde am 24. November 1888 geboren. Sie war mit Rudolf Huttrer verheiratet, das Paar hatte einen Sohn, Felix. Ihr Mann verstarb 1933. Sie lebte fortan mit ihrem Sohn und ihren Eltern, Leopold und Marie Rosenbaum, in einer Gutmann'schen Wohnung in Währing. Nach der Annexion Österreichs versuchte sie, ihren Sohn nach Palästina in Sicherheit zu bringen, was nicht gelang. 1939 jedoch konnte sie durchsetzen, dass Felix mit einem Kindertransport nach England ausreisen konnte. Auch sie selbst hätte nach England ausreisen können, wollte jedoch ihre alten Eltern nicht unversorgt lassen. Ihr Vater verstarb 1940 in seinem eigenen Bett. Annie Huttrer hielt weiterhin – mit Hilfe des Roten Kreuzes und einer Tante in der Schweiz – schriftlichen Kontakt mit ihrem Sohn. Nach ihrer Deportation nach Izbica am 4. Juni 1942 wurde sie in Belzec vom NS-Regime ermordet. Ihre Mutter kam im Juli 1942, zehn Tage nach ihrer Deportation ins Ghetto Theresienstadt, ums Leben. Anlässlich der Verlegung des Erinnerungssteines kamen zwei Enkelkinder von Annie Huttrer nach Wien: Rudolf Huttrer (London) und Caroline Sansone (Sarasota, Florida). Die Enkeltochter berichtete über ihren Wien-Besuch in der Zeitschrift The Jewish News. |
|                                     | Leopold Kanitzer | Hans-Sachs-Gasse 7  |  | 25. Apr. 2013 | Leopold Kanitzer wurde am 15. August 1890 in Wien als Sohn von Charlotte und Isidor Kanitzer geboren. Er war wie seine Mutter Fotograf und wurde am 20. Oktober 1939 nach Nisko deportiert. Leopold Kanitzer ist 1940 auf der Flucht in Polen an den Folgen von Entkräftung verstorben. |
| Lotte Kanitzer (geb. Kessler)       | Charlotte Kanitzer geb. Kessler, auch Lotte genannt, wurde am 30. September 1861 in Szenicz geboren. Sie war Fotografin und trug durch ihren Beruf wesentlich zum Familieneinkommen bei. Sie war mit Isidor Kanitzer verheiratet, der am 25. Juni 1917 in Wien im Alter von 56 Jahren verstarb. Das Paar hatte vier Kinder: Leopold (1890–1940), Max (1893–1942), Eduard und die einzige Tochter Helene. Charlotte Kanitzer musste ihre Wohnung verlassen und kam in eine Sammelwohnung in Wien-Alsergrund, in die Pichlergasse 4/3. Sie wurde am 14. Juli 1942 ins Ghetto Theresienstadt deportiert und dort am 10. Jänner 1943 vom NS-Regime ermordet. Ihre Söhne Leopold und Max wurden ebenfalls Opfer des Holocaust. Das Schicksal des Sohnes Eduard ist ungeklärt. Die Tochter Helene, die sich 1936 evangelisch taufen ließ und einen Arier heiratete, hatte zwei Söhne. Zwar waren Helene und ihre zwei Söhne bereits für einen Abtransport vorgesehen, jedoch überlebten sie knapp, laut Schilderung von Charlotte Kanitzers Enkelsohn Rudolf Juritsch, denn der Zuständige soll gesagt haben: „Die Frau mit den zwei Kindern können wir nicht abtransportieren und vergasen, solange sie verheiratet ist! Weil der Mann kämpft für den Hitler.“ | Hans-Sachs-Gasse 7  |  | 25. Apr. 2013 | |
| Max Kanitzer                        | Max Kanitzer wurde am 6. Oktober 1893 in Wien als Sohn von Charlotte und Isidor Kanitzer geboren. Er erlernte den Beruf eines Drechslers. Er wurde zuerst ins KZ Buchenwald und dann am 13. März 1942 ins KZ Ravensbrück überstellt, wo er am 20. Mai 1942 vom NS-Regime ermordet wurde. | Hans-Sachs-Gasse 7  |  | 25. Apr. 2013 | |
|                                     | Alexander Neugebauer | Gentzgasse 57       |  | 25. Apr. 2013 | Alexander Joshua Neugebauer wurde am 10. Mai 1863 in Skalice u Smiřic in Tschechien geboren und arbeitete als Buchhalter in Wien. Zusammen mit seiner Frau Franziska und den Familien Günsberger und Deutsch gründete er die „A.G. für Chemikalien- und Drogenhandel“ in der Kettenbrückengasse. Der Betrieb wurde schließlich arisiert. Einige Jahre nach der Heirat seiner Tochter Emilie (geb. 1891) mit Eugen Grünberger im Jahr 1911 verkaufte er sein Geschäft, kaufte das Haus Gentzgasse 57 und bezog mit seiner Frau eine der 28 Wohnungen in diesem Haus. Neugebauer wurde vom NS-Regime am 5. Juli 1942 in Wien ermordet. |
| Franziska Neugebauer (geb. Deutsch) | Franziska „Fanni“ Neugebauer, geb. Deutsch, wurde am 13. November 1867 in Trenčín, Slowakei geboren. Sie heiratete Alexander Neugebauer und arbeitete als Hausfrau. Das Paar hatte eine Tochter, Emilie, die am 13. April 1891 in Wien geboren wurde. Diese heiratete 1911 Eugen Grünberger und gebar zwei Enkelkinder, Hans und Fritz. Franziska Neugebauer wurde ins KZ Theresienstadt deportiert und dort am 30. Mai 1943 ermordet. | Gentzgasse 57       |  | 25. Apr. 2013 | |
|                                     | Marie Rosenbaum (geb. Reich) | Gentzgasse 40       |  | 25. Apr. 2013 | Marie Rosenbaum (geb. Reich) wurde am 24. Mai 1861 geboren. Sie hatte zumindest eine Tochter, Annie Huttrer geb. Rosenbaum (1888–1942). Ihre letzte Wohnadresse vor der Deportation war eine Sammelwohnung in Wien, in der Esslinggasse 15/6. Ihr Ehemann verstarb 1940 eines natürlichen Todes in Wien. Marie Rosenbaum musste miterleben, wie ihre Tochter am 4. Juni 1942 von den Nazis deportiert wurde. Sie selbst wurde am 10. Juli 1942 mit dem Transport IV/3 ins Ghetto Theresienstadt überstellt (ihre Transportnummer war 162) und dort am 22. Juli 1942 vom NS-Regime ermordet. Ihr Enkelsohn Felix Huttrer konnte 1939 mit einem Kindertransport nach England ausreisen. Anlässlich der Verlegung des Erinnerungssteines kamen zwei Urenkel von Marie Rosenbaum nach Wien: Rudolf Huttrer (London) und Caroline Sansone (Sarasota, Florida). Die Enkeltochter berichtete über ihren Wien-Besuch in der Zeitschrift The Jewish News. |
|                                     | Osias Rosenkranz | Bäckenbrünnlgasse 5 |  | 4. Mai 2011   | Osias Rosenkranz wurde am 12. Mai 1877 in Ottynia geboren. Er war mit Pessie Hecht verheiratet, das Paar hatte zumindest einen Sohn, Samuel. Das Dokumentationsarchiv des österreichischen Widerstandes verzeichnet den 28. Oktober 1941 als Tag der Deportation des Ehepaares ins Ghetto Lodz. Beide wurden im Rahmen der Shoah vom NS-Regime ermordet. Der gemeinsame Sohn konnte rechtzeitig flüchten und hatte „eine große und blühende Familie“, die in den USA lebt. |
| Pessie Rosenkranz (geb. Hecht)      | Pessie Rosenkranz geb. Hecht wurde am 12. Dezember 1882 in Kolomea als Tochter von Beile und Itzig Hecht geboren. Sie wurde gemeinsam mit ihrem Ehemann Osias Rosenkranz am 28. Oktober 1941 ins Ghetto Lodz deportiert. Beide wurden vom NS-Regime ermordet. Ihr Sohn Samuel überlebte durch Flucht in die Vereinigten Staaten. | Bäckenbrünnlgasse 5 |  | 4. Mai 2011   | |
|                                     | Ladislaus Steuer | Gentzgasse 40       |  | 25. Apr. 2013 | Ladislaus Steuer wurde am 15. Jänner 1871 geboren. Sein letzter bekannter Wohnort in Wien war in der Praterstraße 13. Er wurde gemeinsam mit seiner Ehefrau Matla Steuer am 14. Juli 1942 von Wien mit Transport IV/4 (mit Nummer 649) ins Ghetto Theresienstadt deportiert, wo er am 16. August 1942 vom NS-Regime ermordet wurde. |
| Matla Steuer (geb. ?)               | Matla Steuer wurde am 25. Juli 1873 in Breszow geboren. Ihr letzter bekannter Wohnort in Wien war in der Praterstraße 13. Sie wurde gemeinsam mit ihrem Ehemann Ladislaus Steuer am 14. Juli 1942 von Wien mit Transport IV/4 (mit Nummer 650) ins Ghetto Theresienstadt deportiert, wo ihr Ehemann am 16. August 1942 ums Leben kam. Sie selbst wurde am 21. September 1942 ins Vernichtungslager Treblinka überstellt, wo sie vom NS-Regime ermordet wurde. | Gentzgasse 40       |  | 25. Apr. 2013 | |
| Veronika Vogel                      | Veronika Vogel wurde am 3. März 1862 in Arad geboren. Das DÖW gibt als ihren letzten Wohnsitz in Wien die Seegasse 9 am Alsergrund an. Sie wurde am 27. August 1942 mit dem Transport IV/9 ins Ghetto Theresienstadt deportiert (Nr. 596) und überlebte den Holocaust nicht. | Gentzgasse 40       |  | 25. Apr. 2013 | |

## 19. Döbling
| Bild                        | Name | Standort                  |  | Verlegedatum  | Leben |
| --------------------------- | --- | ------------------------- |  | ------------- | --- |
|                             | Ernestine Auer (geb. Rubin) | Gebhardtgasse 3           |  | 12. Sep. 2014 | Ernestine Auer, geb. Rubin, wurde am 16. August 1885 in Chym geboren. Nach Wien kam sie gemeinsam mit ihrer Schwester Hilda – als Dienstmädchen im Haushalt der Eltern von Robert Auer, den sie schließlich am 31. August 1919 heiratete. Auch ihre Schwester Hilda heiratete einen Sohn der Familie, Roberts Bruder Hugo. Am 4. August 1922 wurde Sohn Georg geboren. Von 1920 bis 1933 lebte das Paar in der Hochschulstraße 26, dann bis 1938 in der Gebhardtgasse 3. Nach dem Anschluss Österreichs wurde diese Wohnung arisiert und sie mussten ausziehen. Die Familie musste insgesamt viermal umziehen, zuletzt im Juli 1941 in eine Sammelwohnung für Juden in der Seegasse 10 im Alsergrund. Sohn Georg musste bereits 1938 das Gymnasium verlassen und begann eine Lehre als Glaser. Im Dezember 1938 konnten er und sein Cousin Emil mit einem Kindertransport (organisiert von englischen Quäkern) nach England in Sicherheit gebracht werden. Auch Hugo und Hilda Auer können nach New York ausreisen, dort bemühen sie sich um Affidavits (dies sind eidesstattliche Verpflichtungen, für den Unterhalt anderer aufzukommen), dies gelingt ihnen und Robert und Ernestine kauften bereits Schiffskarten. Doch war 1941 eine Ausreise nicht mehr möglich. Ein letzter Brief an die Familie vom 5. August 1942 zeigt, dass Ernestine und Robert ihre baldige Deportiertation („Voraussichtlich werden wir Wien bald verlassen“) und auch ihr Schicksal erahnten („Es ist unsicher, ob wir Euch noch jemals sehen werden“). Am 13. August 1942 wurden Ernestine und ihr Ehemann mit dem Transport 35, Zug Da 501 (Ernestine's Nummer auf dem Transport lautete 459) ins Ghetto Theresienstadt deportiert (Ankunft 14. August 1942). 882 Menschen von den 1001 Menschen in diesem Transport waren 61 Jahre oder älter (durchschnittlich 70 Jahre), die Fahrt endete am Bahnhof Bohusovice, von dort mussten die zumeist älteren Menschen drei Kilometer zu Fuß ins Ghetto marschieren. Vom Ghetto Theresienstadt wurden sie am 26. September 1942 mit dem Transport Br (Ernestine Auers Nummer auf dem Transport lautete 1643) ins Vernichtungslager Treblinka gebracht und dort ermordet. Mit diesem Transport wurden 2008 Menschen transportiert, alle 2008 wurden ermordet. Sohn Georg und dessen Cousin Emil kamen in England zu Gastfamilien. Georg arbeitete dort als Tischler, Anstreicher und Sargmacher. Im Frühjahr 1940 wurden beide als „feindliche Ausländer“ interniert und im Sommer 1940 nach Australien deportiert, auch hier blieben sie zwei Jahre interniert. Der Wiener Schriftsteller Martin Auer ist der Sohn Georg Auers. |
| Robert Auer                 | Robert Auer wurde am 26. Dezember 1873 in Pilsen geboren. Seine Familie kam schon in Roberts jungen Jahren nach Wien. Seine Eltern hatten hier ein Dienstmädchen, Ernestine Rubin, die Robert am 31. August 1919 heiratete (auch Roberts Bruder Hugo heiratete, die Schwester von Ernestine, Hilda). Robert Auer war Bankbeamter, er war Prokurist und Leiter des Büros der Generaldirektion des Wiener Bankvereins. Nach dem Zusammenschluss dieser Bank mit der Creditanstalt (im Jahre 1934) ging er in Pension und hatte noch Konsulantenstellen inne. Von 1920 bis 1933 lebte das Paar in der Hochschulstraße 26, dann bis 1938 in der Gebhardtgasse 3. Nach dem Anschluss Österreichs wurde diese Wohnung arisiert und sie mussten ausziehen, sie zogen insgesamt viermal um, im Juli 1941 mussten sie in eine Sammelwohnung für Juden in der Seegasse 10 im Alsergrund. Am 13. August 1942 wurde er und seine Ehefrau mit dem Transport 35, Zug Da 501 (Roberts Nummer auf dem Transport lautete 458) ins Ghetto Theresienstadt deportiert (Ankunft 14. August 1942). 882 Menschen von den 1001 Menschen in diesem Transport waren 61 Jahre oder älter (durchschnittlich 70 Jahre), die Fahrt endete am Bahnhof Bohusovice, von dort mussten die zumeist älteren Menschen Drei Kilometer zu Fuß ins Ghetto marschieren. Vom Ghetto Theresienstadt wurden sie am 26. September 1942 mit dem Transport Br (Robert Auers Nummer auf dem Transport lautete 1642) ins Vernichtungslager Treblinka gebracht und hier ermordet. Mit diesem Transport wurden 2008 Menschen transportiert, alle 2008 wurden ermordet. Sohn Georg konnte rechtzeitig mit einem Kindertransport nach England in Sicherheit gebracht werden und überlebte (siehe Ernestine Auer). | Gebhardtgasse 3           |  | 12. Sep. 2014 | |
|                             | Jeanette Beer | Hohe Warte 32 (Wandtafel) |  | 12. Sep. 2014 | Jeanette Beer wurde am 10. September 1854 geboren. Ihre letzte Adresse in Wien war das Israelitische Blindeninstitut auf der Hohen Warte 32. Ab August 1939 wurden hier mittellose behinderte und alten jüdische Personen sowie blinde, sehbehinderte oder gehörlosen Juden, deren Wohnungen beschlagnahmt wurden, untergebracht. Im Oktober 1941 waren im „Blinden- und Krüppelinstitut“, so wurde das Gebäude inzwischen bezeichnet, 117 Blinde, 27 Taubstumme, 5 Körperbehinderte und 58 alte Menschen untergebracht – Jeanette Beer war eine von ihnen. 1941 bis 1942 erfolgte die Deportation der Bewohner des Hauses. Jeanette Beer wurde am 28. Juni 1942 mit dem Transport 29 (ihre Nummer auf dem Transport lautete 374) von Wien nach Theresienstadt deportiert. Am 15. September 1942 um 0:50 Uhr stirbt sie. Als behandelnder Arzt ist Franz Weiss angegeben, Leichenbeschauer war Hans Herzog, der Amtsarzt hieß Fleischmann. Als Todesursache wurde „Herzschwäche“ angegeben. |
| Mina Hübler (geb. Rotter)   | Mina (Mincie) Hübler wurde am 15. Oktober 1866 in Meducha, Galizien, geboren. Ihre Eltern waren Elias Rotter und Lea Hübler. Sie heiratete Salman (Salomon) Hübler, das Paar hatte fünf Kinder – Regina, Max-Mordechai, Ignatz und David, sowie ein weiteres Kind, das wahrscheinlich in Polen blieb. Minas Ehemann Salman starb höchstwahrscheinlich in den 1920er Jahren in Polen, Mina Hübler wird mit dem 5. Februar 1927 als verwitwet gemeldet. Die Söhne Max-Mordechai und David dienten während des Ersten Weltkrieges in der österreichischen Armee und gelangten so nach Wien, hierher folgten bald die anderen Familienmitglieder. Die Familie wohnte in Wien-Favoriten, Mina Hübler war hier in der Quellenstraße 133/18 gemeldet und es geht aus einer „Zinsgroschensteuer-Erklärung“ des Jahres 1930 hervor, dass Salman Hübler, Minas Ehemann, als Grundeigentümer des Hauses Quellenstraße 134 eingetragen war. Mina litt an Altersdiabetes und wurde auf Grund dessen blind. Auf Befehl der Nationalsozialisten musste Mina in das Israelitische Blindeninstitut auf der Hohen Warte 32 umziehen. Ab August 1939 wurden hier mittellose behinderte und alten jüdische Personen sowie blinde, sehbehinderte oder gehörlosen Juden, deren Wohnungen beschlagnahmt wurden, untergebracht. Im Oktober 1941 waren im „Blinden- und Krüppelinstitut“, so wurde das Gebäude inzwischen bezeichnet, 117 Blinde, 27 Taubstumme, 5 Körperbehinderte und 58 alte Menschen untergebracht – Mina Hübler war eine von ihnen. 1941 bis 1942 erfolgte die Deportation der Bewohner des Hauses. Am 28. Juni 1942 wird sie mit dem Transport 29 (ihre Nummer auf dem Transport lautete 203) von Wien nach Theresienstadt deportiert, wo sie am 3. September 1942 um 11:15 Uhr stirbt. Als Todesursache steht „Altersschwäche“ auf dem Totenschein bzw. „Herzstillstand“. Alle Kinder von Mina Hübler konnte rechtzeitig fliehen. Mina blieb in Wien zurück, weil man glaubte „alten, blinden und kranken Menschen würde man schon nichts tun“. | Hohe Warte 32 (Wandtafel) |  | 12. Sep. 2014 | |
| Simon Lewit                 | Dr. Simon Lewit wurde am 21. April 1958 geboren. Aus verschiedenen Verordnungsblättern des K. K. Justizministeriums ist zu entnehmen, dass Lewit als Advocatus in Eisenbrod tätig war und 1895 nach Wien übersiedelte. Später wird als Standort seiner Kanzlei das Haus Fleischmarkt 7 in Wien-Innere Stadt angegeben. In Band 8 der Entscheidungen des k.k. Oberstes Gerichts- als Cassationshofes wird er in einer Entscheidung vom 7. Juli 1906 als „Hof- und Gerichtsadvokat“ genannt. Seine letzten Lebensjahre verbrachte der Jurist im Israelitischen Blindeninstitut auf der Hohen Warte 32. Heute ist an dieser Adresse das Bezirkspolizeikommissariat Döbling untergebracht. Simon Lewit wurde am 28. Juni 1942 als Häftling 488 mit dem Transport 29 bzw. IV/2 ins Ghetto Theresienstadt deportiert und dort am 13. August 1942 vom NS-Regime ermordet. | Hohe Warte 32 (Wandtafel) |  | 12. Sep. 2014 | |
|                             | Ilka Pollatschek (geb. Lion) | Straßergasse 13           |  |               | Ilka Pollatschek wurde am 3. März 1893 in Liberec als Tochter von Emilie und Rudolf Lion geboren. Sie stammte aus einer hoch angesehenen Prager Arztfamilie. Ihr Rufname war Illy. Sie hatte drei Brüder (Arthur, Manfred und Robert) und eine Schwester (Gertrude, später verehel. Zeisler). 1915 heiratete sie den Schriftsteller Stefan Pollatschek (1890–1942). Ilka Pollatschek hatte als „höhere Tochter“ keinen Beruf gelernt, gründete aber – um dennoch etwas zum Familienbudget beizutragen – den ersten Bridgeclub in Wien. 1921 brachte sie eine Tochter, Gerda, zur Welt. Im Juni 1938 flüchtete die Familie nach Prag, im Jänner 1939 gelangte sie mit Hilfe des Thomas-Mann-Committees nach England. Nachdem die Pollatscheks zunächst in London, später in Manchester zur Untermiete gelebt hatte, bezog die Familie schließlich ein Fischerhäuschen in Norfolk. Stefan Pollatschek wurde im Juni 1940 interniert und im Oktober 1940 entlassen. Die Familie musste die Küstenregion verlassen und übersiedelte nach Baldock, Hertfordshire. Während einer Reise zu einer Krankenbehandlung verstarb ihr Ehemann am 17. November 1942 in Epsom, einer Vorstadt Londons. Über das weitere Schicksal von Ilka Pollatschek ist nichts bekannt. Ihre Tochter Gerda Hoffer, wie sie nach ihrer Heirat mit dem Rechtsanwalt Fritz Hoffer im Jahr 1942 hieß, wurde Schriftstellerin, blieb kinderlos, übersiedelte 1978 nach Israel und verstarb 2012. |
| Stefan Pollatschek          | Stefan Pollatschek (geboren am 17. Juni 1890 in Wien) war der Sohn von Julia und Moritz Pollatschek. Er hatte zwei Schwestern, Fanny (1883–1942), Helene (1892–1968), und einen Bruder, Erwin (1887–?). Sein Vater war Journalist und arbeitete für die Neue Freie Presse. Die Familie lebte in der Müllnergasse 13 im Alsergrund. Stefan Pollatschek besuchte das Schottengymnasium, heiratete 1915 Ilka Lion, war während des Ersten Weltkrieges Offizier der Reserve in der österreichisch-ungarischen Armee und arbeitete schließlich als Kaufmann, Journalist und Schriftsteller. Sein Roman Gericht erschien 1930 als Fortsetzungsroman in der Arbeiter-Zeitung, sein Roman Dr. Berghof ordiniert von 2-4 erregte 1931 den Zorn bedeutender Wiener Ärzte. 1933 schloss er sich der Vereinigung sozialistischer Schriftsteller an. Zu seinem Freundeskreis zählten Viktor Matejka, Ernst Waldinger und Elias Canetti. 1938 flüchtete er mit seiner Frau und seiner Tochter Gerda zuerst nach Prag, 1939 nach Großbritannien. Im selben Jahr erlitt er, der schon länger Herzprobleme hatte, einen schweren Herzanfall. Nach Zwischenstationen in London und Machester ließ er sich mit seiner Familie in Norfolk nieder und schrieb an seinem Roman Dr. Ascher und seine Väter. 1940 wurde er vier Monate lang interniert, danach musste die Familie aus der Küstenregion nach Baldock, Hertfordshire, übersiedeln. Als er zwecks Behandlung seiner Herzprobleme am 17. November 1942 nach London reiste, verschlechterte sich sein Gesundheitszustand dramatisch. Er war 52 Jahre alt. Zwei Stunden vor seinem Tod begann er, so berichtet seine Tochter Gerda Hoffer, seinen eigenen Nachruf zu verfassen. Dieser begann mit folgenden Worten: „Es ist eine Schande, vor Hitlers endgültiger Niederlage zu sterben, aber mir ist dieses Malheur nun leider passiert.“ Seine Schwester Fanni und deren Ehemann Richard Kumerman (geb. am 2. Jänner 1878 in Humpoletz) konnten in die Niederlande emigrieren, wurden dort jedoch gefasst, am 12. Dezember 1942 von Westerbork ins KZ Auschwitz deponiert und dort am 15. Dezember 1942 vom NS-Regime ermordet. | Straßergasse 13           |  |               | |
|                             | Felix Popper | Scheibengasse 1           |  | Sep. 2009     | Felix Arthur Popper wurde als Sohn von Karoline (auch Charlotte genannt) und Leopold Moses Popper am 13. Februar 1871 in Prag geboren. Er hatte sieben Geschwister, darunter Anselm Ferdinand und Simon Popper. Felix Popper heiratete Gisela Koppel und bekam mit ihr zwei Kinder, Hans Leo und Edith, die beide rechtzeitig vor dem NS-Regime flüchten konnten und in die Vereinigten Staaten emigrierten. Er selbst wurde gemeinsam mit seiner Frau zur Übersiedlung in den dritten Bezirk gezwungen und am 23. Oktober 1941 im Alter von 70 Jahren ins Ghetto Łódź deportiert. Beide Eheleute wurden vom NS-Regime ermordet. |
| Gisela Popper (geb. Koppel) | Gisela Popper (geb. am 30. November 1886 in Opava) war die Tochter von Hermann und Marie Koppel. Sie heiratete Felix Popper und hat mit ihm zwei Kinder: Hans Leo (14. Februar 1907 – Mai 1980 in Langley, DC) und Edith (1910–2002), die später Hugo Hacker (1911–1989) heiratete. Hugo Hacker wurde als Sohn von Gisela und Samuel Hacker in Lackenbach im Burgenland geboren. Beide Kinder und der Schwiegersohn konnten in die Vereinigten Staaten emigrieren und wurden amerikanische Staatsbürger. Die Hackers lebten und verstarben in New York, sie hatten drei Kinder. Hans Leo Popper wohnte 1963 in Washington, DC. Gisela und Felix Popper mussten ihren Heimatbezirk verlassen, zogen in die Schredtgasse 20/19 im dritten Wiener Gemeindebezirk und wurden am 23. Oktober 1941 ins Ghetto Lodz deportiert. Dort oder in einem der angeschlossenen Vernichtungslager wurden beide zu Tode gebracht. Auch die Eltern von Hugo Hacker wurden beide vom NS-Regime ermordet. | Scheibengasse 1           |  | Sep. 2009     | |
|                             | Amalie Rechnitzer (geb. Turcsany) | Iglaseegasse 22           |  | 12. Sep. 2014 | Amalie Rechnitzer, auch Amalia oder Amelie, wurde am 30. September 1884 in Wien als Tochter von Rosa Turcsany geb. Friedmann (1849–1932) und Sandor Alexander Turcsany (1855–1888) geboren. Ihr Vater stammte aus Budapest und verstarb früh. Das Schicksal ihrer älteren Schwester Margarethe Abek geb. Turcsany (1880–?), von deren Ehemann Ignatz Abek und deren Tochter Lily Barwise geb. Abek (1922–?) ist unbekannt. Amalie heiratete am 12. Februar 1910 Hugo Rechnitzer (1876–1942). Das Paar hatte drei Kinder, alle in Wien geboren, alle überlebten das NS-Regime: Annie (16. Oktober 1911 bis 16. September 1997), Nelly (22. März 1914 bis 6. November 2001) und Leopold (4. Juni 1917 bis 3. Mai 2013). Das Elternpaar Amalie und Hugo Rechnitzer musste ihre Wohnung verlassen, kam in eine Sammelwohnung in der Esslinggasse 13/9 und wurde am 11. Jänner 1942 nach Riga deportiert. Beide wurden zu Opfern der Shoah. Tochter Annie heiratete 1932 den aus Bratislava stammenden Paul Schiller (1908–1973), das Paar hatte zwei Söhne (geb. 1937 und 1939) und die Familie emigrierte nach Australien. Tochter Nelly heiratete Rudolf Bohl (1913–2003) und hatte mit ihm einen Sohn, Helmut. Sohn Leopold wanderte in die Vereinigten Staaten aus, änderte seinen Namen von Rechnitzer auf Rift, heiratete Klara Ann Kuhlman (1924–2013) und das Paar hatte drei Kinder. Amalie Rechnitzers Enkelsohn Tom Schiller kam aus Australien zur Eröffnung des Erinnerungssteines. |
| Hugo Rechnitzer             | Hugo Rechnitzer wurde am 29. Oktober 1876 in Wien geboren. Seine Eltern waren Ignaz Rechnitzer (um 1842–1926) und Laura Rechnitzer geb. Schwarzenberg (1846–1897). Seine Mutter wurde in Vasvári geboren, war Tochter eines Rabbiners und starb bereits im Alter von 51 Jahren an Bright's disease. Er hatte vier Schwestern und einen Bruder, von denen drei als Kleinkinder verstarben: Pauline und Malvine (beide 1869–1870), Mathilde später verehel. Arvay (1871–1962), Moritz (1873–1874) sowie Friederike später verehel. Kahn (1878–1920). Am 12. Februar 1910 heiratete Hugo Rechnitzer Amalie Turcsany. Das Paar hatte drei Kinder, alle in Wien geboren, alle überlebten das NS-Regime: Annie (1911–1997), Nelly (1914–2001) und Leopold (1917–2013). Hugo Rechnitzer und seine Frau mussten nach der Etablierung des NS-Regimes in Österreich ihre Wohnung verlassen, kamen in eine Sammelwohnung in der Esslinggasse 13/9 und wurden am 11. Jänner 1942 nach Riga deportiert. Beide wurden zu Opfern der Shoah. Hugo Rechnitzer verfasste 1939 oder 1940 das Gedicht Der Judenstern, welches mit folgenden Zeilen endet: Drum Jude, trage stolz Dein Ehrenzeichen Und blicke kühn der Welt ins Angesicht. Die finstern Tage werden schließlich weichen, Dein Stern führt Dich aus finstrer Nacht zum Licht. | Iglaseegasse 22           |  | 12. Sep. 2014 | |
|                             | Gertrude Zeisler (geb. Lion) | Straßergasse 13           |  |               | Gertrude Zeisler (geboren am 13. Oktober 1888 im heutigen Liberec) war die Tochter von Emilie Lion, geb. Utitz (1859–1931) und Rudolf Lion (ca. 1858–1920). Sie hatte drei Brüder (Arthur, Manfred und Robert) und eine Schwester (Ilka). Bruder Robert verstarb bereits 1918, das Schicksal von Bruder Manfred ist unbekannt, Bruder Arthur wurde 1942 im KZ Auschwitz vom NS-Regime ermordet. Ihre Schwägerin Irma, Ehefrau von Arthur Lion und Mutter des Sohnes Erich Eli, erhängte sich bereits im September 1938. Ihrer Schwester Ilka, deren Ehemann Stefan Pollatschek und deren Tochter Gerda (1921–2012) gelang die Flucht vor dem NS-Regime nach Großbritannien. Gertrude heiratete Dr. Max Zeisler, der bereits am 16. Mai 1926 verstarb. Sie selbst wurde am 19. Februar 1941 von Wien ins Ghetto Kielce deportiert. Sie überlebte den Holocaust nicht. Ihre Briefe aus dem Ghetto wurden transkribiert und 2009 von ihrer Nichte Gerda Hoffer veröffentlicht. |